# Grand Prix Włoch 2008

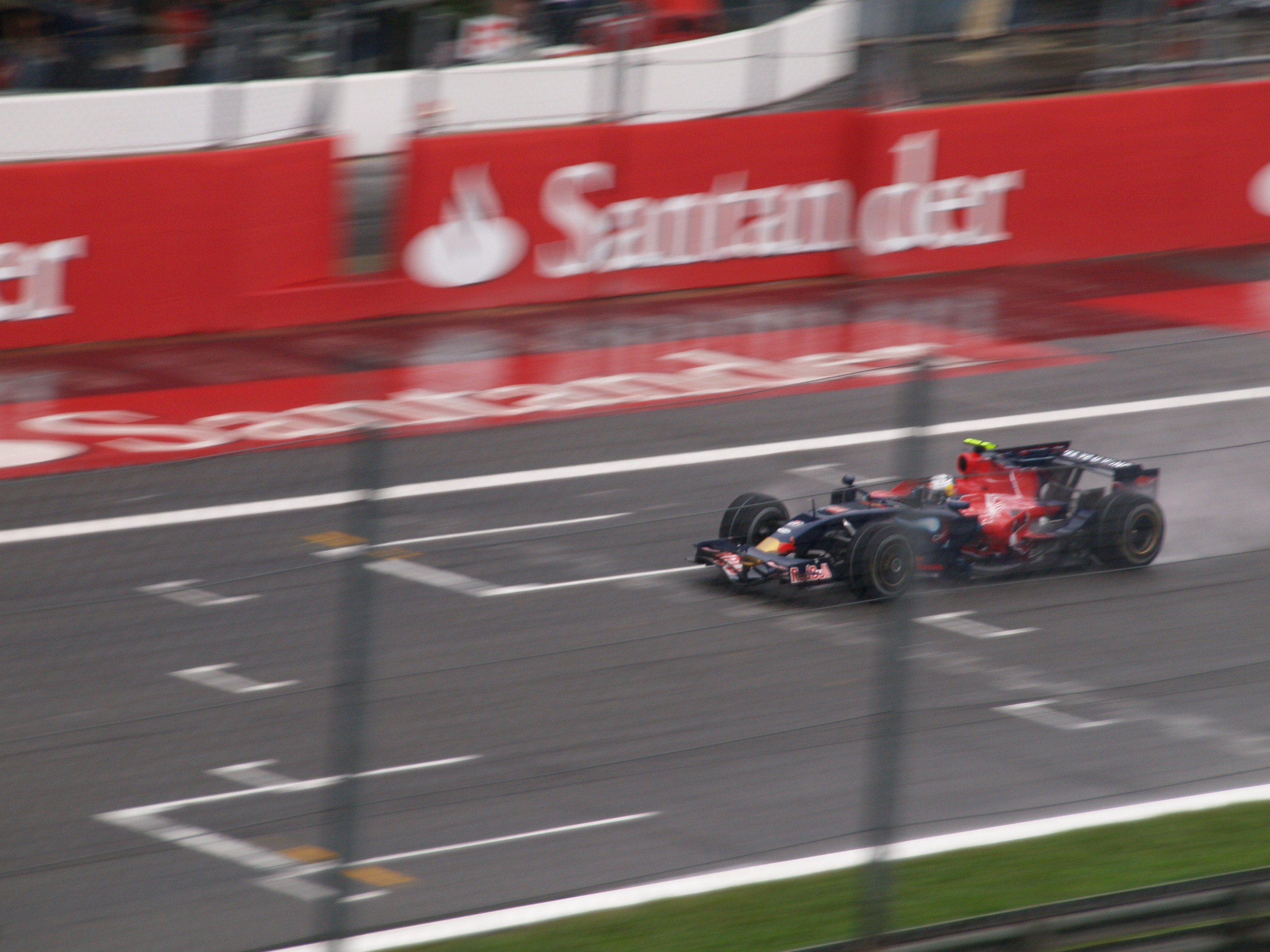
Sebastian Vettel podczas Grand Prix Włoch 2008

Grand Prix Włoch 2008 – czternasta runda Mistrzostw Świata Formuły 1 w sezonie 2008.

## Wyniki

### Sesje treningowe
| Sesja | Nr | Kierowca       | Konstruktor         | Czas     | Okr. |
| ----- | -- | -------------- | ------------------- | -------- | ---- |
| 1     | 20 | Adrian Sutil   | Force India-Ferrari | 1:32.842 | 18   |
| 2     | 1  | Kimi Räikkönen | Ferrari             | 1:23.861 | 31   |
| 3     | 12 | Timo Glock     | Toyota              | 1:35.464 | 16   |

### Kwalifikacje
| 1 | 15 | Sebastian Vettel     | Toro Rosso-Ferrari  | 1:35.464 | 1:35.837 | 1:37.555 |
| 2 | 23 | Heikki Kovalainen    | McLaren-Mercedes    | 1:35.214 | 1:35.843 | 1:37.631 |
| 3 | 10 | Mark Webber          | Red Bull-Renault    | 1:36.001 | 1:36.306 | 1:38.117 |
| 4 | 14 | Sébastien Bourdais   | Toro Rosso-Ferrari  | 1:35.543 | 1:36.175 | 1:38.445 |
| 5 | 7 | Nico Rosberg         | Williams-Toyota     | 1:35.485 | 1:35.898 | 1:38.767 |
| 6 | 2 | Felipe Massa         | Ferrari             | 1:35.536 | 1:36.676 | 1:38.894 |
| 7 | 11 | Jarno Trulli         | Toyota              | 1:35.906 | 1:36.008 | 1:39.152 |
| 8 | 5 | Fernando Alonso      | Renault             | 1:36.297 | 1:36.518 | 1:39.751 |
| 9 | 12 | Timo Glock           | Toyota              | 1:35.737 | 1:36.525 | 1:39.787 |
| 10 | 3 | Nick Heidfeld        | BMW Sauber          | 1:35.709 | 1:36.626 | 1:39.906 |
| 11 | 4 | Robert Kubica        | BMW Sauber          | 1:35.553 | 1:36.697 |          |
| 12 | 21 | Giancarlo Fisichella | Force India-Ferrari | 1:36.280 | 1:36.698 |          |
| 13 | 9 | David Coulthard      | Red Bull-Renault    | 1:36.485 | 1:37.284 |          |
| 14 | 1 | Kimi Räikkönen       | Ferrari             | 1:35.965 | 1:37.522 |          |
| 15 | 22 | Lewis Hamilton       | McLaren-Mercedes    | 1:35.394 | 1:39.265 |          |
| 16 | 17 | Rubens Barrichello   | Honda               | 1:36.510 |          |          |
| 17 | 6 | Nelson Piquet Jr     | Renault             | 1:36.630 |          |          |
| 18 | 8 | Kazuki Nakajima      | Williams-Toyota     | 1:36.653 |          |          |
| 19 | 16 | Jenson Button        | Honda               | 1:37.006 |          |          |
| 20 | 20 | Adrian Sutil         | Force India-Ferrari | 1:37.417 |          |          |
| Poz. | Nr | Kierowca             | Konstruktor         | Q1       | Q2       | Q3       |
| \| Legenda \| Legenda \| \| ---------------- \| -------------------------------------------------------------------------------------------------------------------------------------------------------------------------------------------------------- \| \| Poz. Nr Q1 Q2 Q3 \| Pozycja zajęta w sesji kwalifikacyjnej Numer startowy kierowcy Wynik uzyskany w pierwszej części kwalifikacji Wynik uzyskany w drugiej części kwalifikacji Wynik uzyskany w trzeciej części kwalifikacji \| | |                      |                     |          |          |          |
| Legenda | |                      |                     |          |          |          |
| Poz. Nr Q1 Q2 Q3 | Pozycja zajęta w sesji kwalifikacyjnej Numer startowy kierowcy Wynik uzyskany w pierwszej części kwalifikacji Wynik uzyskany w drugiej części kwalifikacji Wynik uzyskany w trzeciej części kwalifikacji |                      |                     |          |          |          |

### Wyścig
| P                 | + / –     | Nr | Kierowca             | Konstruktor         | Okr. | Czas / Strata | Komentarz |
| ----------------- | --------- | -- | -------------------- | ------------------- | ---- | ------------- | --------- |
| 1                 | Bez zmian | 15 | Sebastian Vettel     | Toro Rosso-Ferrari  | 53   | 1h26:47.494   |           |
| 2                 | Bez zmian | 23 | Heikki Kovalainen    | McLaren-Mercedes    | 53   | +0:12.512     |           |
| 3                 | 8         | 4  | Robert Kubica        | BMW Sauber          | 53   | +0:20.471     |           |
| 4                 | 4         | 5  | Fernando Alonso      | Renault             | 53   | +0:23.903     |           |
| 5                 | 5         | 3  | Nick Heidfeld        | BMW Sauber          | 53   | +0:27.748     |           |
| 6                 | Bez zmian | 2  | Felipe Massa         | Ferrari             | 53   | +0:28.816     |           |
| 7                 | 8         | 22 | Lewis Hamilton       | McLaren-Mercedes    | 53   | +0:29.012     |           |
| 8                 | 5         | 10 | Mark Webber          | Red Bull-Renault    | 53   | +0:32.048     |           |
| 9                 | 5         | 1  | Kimi Räikkönen       | Ferrari             | 53   | +0:39.468     |           |
| 10                | 7         | 6  | Nelson Piquet Jr     | Renault             | 53   | +0:54.445     |           |
| 11                | 2         | 12 | Timo Glock           | Toyota              | 53   | +0:58.888     |           |
| 12                | 6         | 8  | Kazuki Nakajima      | Williams-Toyota     | 53   | +1:02.015     | [ 2 ]     |
| 13                | 6         | 11 | Jarno Trulli         | Toyota              | 53   | +1:05.954     |           |
| 14                | 9         | 7  | Nico Rosberg         | Williams-Toyota     | 53   | +1:08.635     |           |
| 15                | 4         | 16 | Jenson Button        | Honda               | 53   | +1:13.370     | [ 2 ]     |
| 16                | 3         | 9  | David Coulthard      | Red Bull-Renault    | 52   | +1 okr.       |           |
| 17                | 1         | 17 | Rubens Barrichello   | Honda               | 52   | +1 okr.       |           |
| 18                | 14        | 14 | Sébastien Bourdais   | Toro Rosso-Ferrari  | 52   | +1 okr.       | [ 2 ]     |
| 19                | 1         | 20 | Adrian Sutil         | Force India-Ferrari | 51   | +2 okr.       |           |
| Niesklasyfikowani |           |    |                      |                     |      |               |           |
|                   |           | 21 | Giancarlo Fisichella | Force India-Ferrari | 12   |               | wypadek   |
| P                 | + / –     | Nr | Kierowca             | Konstruktor         | Okr. | Czas / Strata | Komentarz |

### Najszybsze okrążenie
| Nr | Kierowca       | Konstruktor | Czas     | Okr. |
| -- | -------------- | ----------- | -------- | ---- |
| 1  | Kimi Räikkönen | Ferrari     | 1:28.047 | 53   |

## Lista startowa
| Nr | Kierowca             | Zespół                    | Samochód           | Silnik                    | Opony |
| -- | -------------------- | ------------------------- | ------------------ | ------------------------- | ----- |
| 1  | Kimi Räikkönen       | Scuderia Ferrari Marlboro | Ferrari F2008      | Ferrari 056 2,4l V8       | B     |
| 2  | Felipe Massa         | Scuderia Ferrari Marlboro | Ferrari F2008      | Ferrari 056 2,4l V8       | B     |
| 3  | Nick Heidfeld        | BMW Sauber F1 Team        | BMW F1.08          | BMW P86/8 2,4l V8         | B     |
| 4  | Robert Kubica        | BMW Sauber F1 Team        | BMW F1.08          | BMW P86/8 2,4l V8         | B     |
| 5  | Fernando Alonso      | ING Renault F1 Team       | Renault R28        | Renault RS27-2008 2,4l V8 | B     |
| 6  | Nelson Piquet Jr     | ING Renault F1 Team       | Renault R28        | Renault RS27-2008 2,4l V8 | B     |
| 7  | Nico Rosberg         | AT&T Williams F1 Team     | Williams FW30      | Toyota RVX-08 2,4l V8     | B     |
| 8  | Kazuki Nakajima      | AT&T Williams F1 Team     | Williams FW30      | Toyota RVX-08 2,4l V8     | B     |
| 9  | David Coulthard      | Red Bull Racing           | Red Bull RB4       | Renault RS27-2008 2,4l V8 | B     |
| 10 | Mark Webber          | Red Bull Racing           | Red Bull RB4       | Renault RS27-2008 2,4l V8 | B     |
| 11 | Jarno Trulli         | Panasonic Toyota Racing   | Toyota TF108       | Toyota RVX-08 2,4l V8     | B     |
| 12 | Timo Glock           | Panasonic Toyota Racing   | Toyota TF108       | Toyota RVX-08 2,4l V8     | B     |
| 14 | Sébastien Bourdais   | Scuderia Toro Rosso       | Toro Rosso STR02B  | Ferrari 056 2,4l V8       | B     |
| 15 | Sebastian Vettel     | Scuderia Toro Rosso       | Toro Rosso STR02B  | Ferrari 056 2,4l V8       | B     |
| 16 | Jenson Button        | Honda Racing F1 Team      | Honda RA108        | Honda RA808E 2,4l V8      | B     |
| 17 | Rubens Barrichello   | Honda Racing F1 Team      | Honda RA108        | Honda RA808E 2,4l V8      | B     |
| 20 | Adrian Sutil         | Force India F1 Team       | Force India VJM-01 | Ferrari 056 2,4l V8       | B     |
| 21 | Giancarlo Fisichella | Force India F1 Team       | Force India VJM-01 | Ferrari 056 2,4l V8       | B     |
| 22 | Lewis Hamilton       | Vodafone McLaren Mercedes | McLaren MP4-23     | Mercedes FO108V 2,4l V8   | B     |
| 23 | Heikki Kovalainen    | Vodafone McLaren Mercedes | McLaren MP4-23     | Mercedes FO108V 2,4l V8   | B     |
| Nr | Kierowca             | Zespół                    | Samochód           | Silnik                    | Opony |

## Klasyfikacja po wyścigu

### Kierowcy
| P  | +/− | Kierowca             | Starty | Punkty | P1 | P2 | P3 | PP | NO | NS |
| -- | --- | -------------------- | ------ | ------ | -- | -- | -- | -- | -- | -- |
| 1  | 0   | Lewis Hamilton       | 14     | 78     | 4  | 2  | 2  | 5  | -  | 1  |
| 2  | 0   | Felipe Massa         | 14     | 77     | 5  | 1  | 2  | 4  | 1  | 2  |
| 3  | 0   | Robert Kubica        | 14     | 64     | 1  | 2  | 3  | 1  | -  | 2  |
| 4  | 0   | Kimi Räikkönen       | 14     | 57     | 2  | 2  | 2  | 2  | 9  | 2  |
| 5  | 0   | Nick Heidfeld        | 14     | 53     | -  | 4  | -  | -  | 2  | -  |
| 6  | 0   | Heikki Kovalainen    | 14     | 51     | 1  | 1  | 1  | 1  | 2  | 1  |
| 7  | +1  | Fernando Alonso      | 14     | 28     | -  | -  | -  | -  | -  | 3  |
| 8  | −1  | Jarno Trulli         | 14     | 26     | -  | -  | 1  | -  | -  | 1  |
| 9  | +3  | Sebastian Vettel     | 14     | 23     | 1  | -  | -  | 1  | -  | 6  |
| 10 | −1  | Mark Webber          | 14     | 20     | -  | -  | -  | -  | -  | 2  |
| 11 | −1  | Timo Glock           | 14     | 15     | -  | 1  | -  | -  | -  | 3  |
| 12 | −1  | Nelson Piquet Jr     | 14     | 13     | -  | 1  | -  | -  | -  | 7  |
| 13 | 0   | Rubens Barrichello   | 14     | 11     | -  | -  | 1  | -  | -  | 4  |
| 14 | 0   | Nico Rosberg         | 14     | 9      | -  | -  | 1  | -  | -  | 2  |
| 15 | 0   | Kazuki Nakajima      | 14     | 8      | -  | -  | -  | -  | -  | 2  |
| 16 | 0   | David Coulthard      | 14     | 6      | -  | -  | 1  | -  | -  | 3  |
| 17 | 0   | Sébastien Bourdais   | 14     | 4      | -  | -  | -  | -  | -  | 4  |
| 18 | 0   | Jenson Button        | 14     | 3      | -  | -  | -  | -  | -  | 4  |
| 19 | 0   | Giancarlo Fisichella | 14     | -      | -  | -  | -  | -  | -  | 6  |
| 20 | 0   | Adrian Sutil         | 14     | -      | -  | -  | -  | -  | -  | 8  |
| 21 | 0   | Takuma Satō          | 4      | -      | -  | -  | -  | -  | -  | 1  |
| 22 | 0   | Anthony Davidson     | 4      | -      | -  | -  | -  | -  | -  | 2  |
| P  | +/− | Kierowca             | Starty | Punkty | P1 | P2 | P3 | PP | NO | NS |

### Konstruktorzy
| P  | +/− | Konstruktor         | Starty | Punkty | P1 | P2 | P3 | PP | NO | NS |
| -- | --- | ------------------- | ------ | ------ | -- | -- | -- | -- | -- | -- |
| 1  | 0   | Ferrari             | 28     | 134    | 7  | 3  | 4  | 6  | 10 | 4  |
| 2  | 0   | McLaren-Mercedes    | 28     | 129    | 5  | 3  | 3  | 6  | 2  | 2  |
| 3  | 0   | BMW Sauber          | 28     | 117    | 1  | 6  | 3  | 1  | 2  | 2  |
| 4  | 0   | Toyota              | 28     | 41     | -  | 1  | 1  | -  | -  | 4  |
| 5  | 0   | Renault             | 28     | 41     | -  | 1  | -  | -  | -  | 10 |
| 6  | +2  | Toro Rosso-Ferrari  | 28     | 27     | 1  | -  | -  | 1  | -  | 10 |
| 7  | −1  | Red Bull-Renault    | 28     | 26     | -  | -  | 1  | -  | -  | 5  |
| 8  | −1  | Williams-Toyota     | 28     | 17     | -  | -  | 1  | -  | -  | 4  |
| 9  | 0   | Honda               | 28     | 14     | -  | -  | 1  | -  | -  | 8  |
| 10 | 0   | Force India-Ferrari | 28     | -      | -  | -  | -  | -  | -  | 14 |
| 11 | 0   | Super Aguri-Honda   | 8      | -      | -  | -  | -  | -  | -  | 3  |
| P  | +/− | Konstruktor         | Starty | Punkty | P1 | P2 | P3 | PP | NO | NS |

## Prowadzenie w wyścigu
| Nr                              | Kierowca          | Okrążenia   | Suma |
| ------------------------------- | ----------------- | ----------- | ---- |
| 15                              | Sebastian Vettel  | 1-18, 23-53 | 49   |
| 23                              | Heikki Kovalainen | 19-22       | 4    |
| \| Wykres \| \| ------ \| \| \| |                   |             |      |
| Wykres                          |                   |             |      |
|                                 |                   |             |      |